# Доманицкий, Василий Николаевич
Василий Николаевич Доманицкий (17 (29) марта 1877 — 28 августа (10 сентября) 1910) — украинский учёный, общественно-политический деятель, кооператор.

## Биография
Родился 17 (29) марта 1877 года в селе Колодистое (ныне Уманский район Черкасской области Украины). Семья Доманицких имела шляхетское происхождение и принадлежала к гербу Любич. Старший сын, брат Виктора Доманицкого.
Окончил курс в Киевском университете под руководством профессора В. Б. Антоновича. Недолго был учителем в Киеве. Его главные симпатии лежали на стороне науки, но, под влиянием общего подъёма, он выступил ревностным защитником крестьянских интересов, вошёл в конфликт с администрацией и особенно с местной полицией при защите крестьян от помещичьих притеснений.
Как политический деятель, имел большое влияние на орган украинской думской партии «Ридна Справа». Как общественный деятель, развивал кооперативные учреждения. По его настоянию в селе Колодистом возникли лавка потребителей, сельский народный дом, читальня, комиссионное бюро для сбыта крестьянского хлеба.
Ведя научную хронику в «Киевской Старине», образовал товарищество «Вик» для издания народных книжек; этим же товариществом был издан «Вик» — обширный сборник украинских литературных произведений — по случаю столетия украинской литературы. Во время вынужденного пребывания за границей продолжал вести научные работы и вёл оживлённую переписку с киевскими друзьями.
Умер 28 августа (10 сентября) 1910 года в Аркашоне (Франция), похоронен на родине в с. Колодистое.

## Основные труды
Постоянный сотрудник «Киевской старины», «Литературно-научного вестника», «Новой общины», «Записок НТШ», газет «Общественное мнение», «Рада», фактический редактор органа украинской парламентской фракции во Второй Государственной думе «Родное дело» — «Думские вести». Соучредитель издательства «Век», ученик Владимира Антоновича.
Главные его труды: в «Киевской Старине» — «Библиография сочинений Кониского» и критический разбор текста «Кобзаря»; в «Записках» Львовского Науков. Товар. Шевченка — «Козачина на рубеже XVI и XVII веков», «Пионер украинской этнографии (Ходоковский)» и «Новые вирши Климентия»; в «Новий Громади» — «Гражданский брак и развод в Малороссии», «Новые стихотворения Шевченка» и «Вл. Антонович»; в «Литер.-Наук. Вистнику» — «Н. Молчановский», "Маркевич как автор «Народ. Оповиданнив»", «Марко Вовчок про Кулиша» и «Одна из Катерин» (все статьи, кроме первых двух, на украинском языке). Составил несколько книг (все по-украински): «Товариски крамници», «Про сельску кооперацию», «Селянська доля», «Як хозяюют селяне на ридных краях», «Про Галичину», «Про Буковину».
Под редакцией Доманицкого вышло первое полное, критически проверенное издание «Кобзаря» Тараса Шевченко (Санкт-Петербург, 1907, 2-е изд. — 1908, 3-е — 1910). Автор многих трудов по истории Украины, редактор «Истории Украины» Николая Аркаса. Организатор кооперации на Киевщине и автор ряда брошюр по вопросам кооперации.
Печатался под псевдонимами: Василий Витер, Звенигородец, Колодянин, В. Колодянский, Василий Потребитель; криптонимами: В. Д., Д., В. Д-ий, В. Д-й, В. Д-й, В. Д-кий, В. Дом., Доман., В. Дом-ой, В. Д-ький, Н. Т., W. D.